# Hausgeflügel

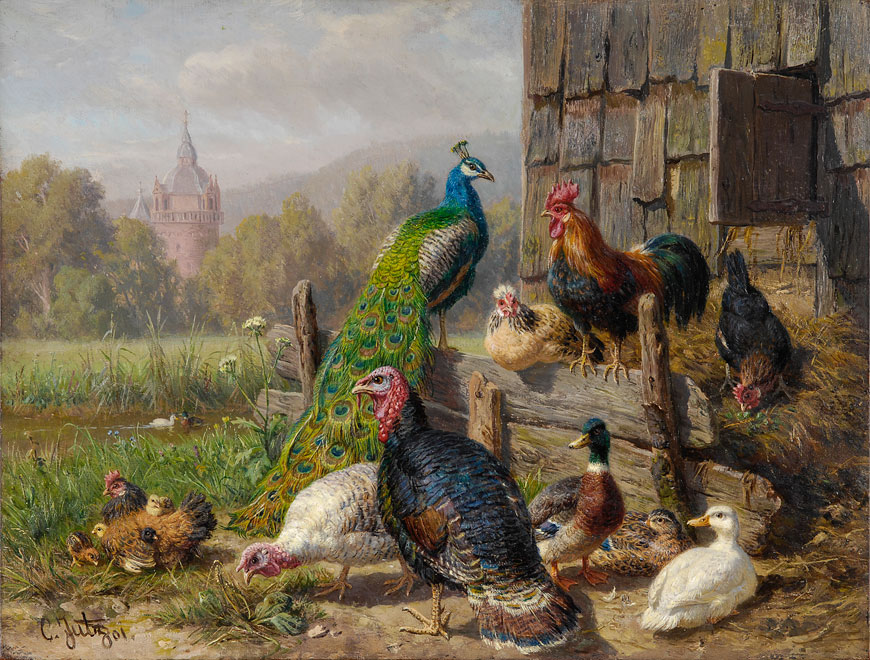
Carl Jutz: Buntes Federvieh, 1901

Als Hausgeflügel bezeichnet man die wegen ihres Nutzens oder des Vergnügens halber vom Menschen gezüchteten und gehaltenen Vögel, die durch Domestikation aus Wildvogelarten hervorgegangen sind. Zum Hausgeflügel zählen Hühner, Enten, Gänse, Truthühner und Perlhühner.
Je nach Art und Intensität der Nutzung wird Hausgeflügel auch als Wirtschaftsgeflügel, Nutzgeflügel oder Rassegeflügel bezeichnet.
In der Küche wird das Hausgeflügel in Fettgeflügel (Gans, Ente) und Magergeflügel (Huhn, Pute) unterschieden. Entscheidend ist der Fettgehalt. Enten und Gänse sind Wasservögel, die im Vergleich zu anderen Geflügelarten eine stärker ausgeprägte Fettschicht zum Schutz vor dem kalten Wasser besitzen.

## Begriffserweiterung
In Ergänzung zur einführenden Definition gehört je nach Systematik auch die Haustaube zum Hausgeflügel.
In Artikel 2 der Entscheidung der Kommission vom 6. September 2006 über Schutzmaßnahmen beim innergemeinschaftlichen Handel mit Hausgeflügel, das zur Aufstockung von Wildbeständen bestimmt ist (2006/605/EG) wird das Hausgeflügel sehr weit gefasst. Die Definition nennt „Hühner, Puten, Perlhühner, Enten, Gänse, Wachteln, Tauben, Fasane, Rebhühner und Laufvögel (Ratitae), die zu Zuchtzwecken, zur Erzeugung von Fleisch oder Konsumeiern oder zur Aufstockung von Wildbeständen in Gefangenschaft aufgezogen oder gehalten werden.“ und umfasst auch das Ziergeflügel.
Der Afrikanische Strauß zählt eigentlich zu den „exotischen Fleischarten“, wird mit steigender Verbreitung aber auch zum Haus- oder Wildgeflügel gezählt.